# Saltinho (Santa Catarina)
Saltinho is een gemeente in de Braziliaanse deelstaat Santa Catarina. De gemeente telt 4.178 inwoners (schatting 2009).